# World Party
World Party, brittisk musikgrupp från Wales som egentligen bara har Karl Wallinger, tidigare medlem i The Waterboys, som fast medlem. 
World Party gav ut debut-LP:n Private Revolution 1986, en skiva med musikaliska referenser till bland annat Bob Dylan och The Beatles. World Party fick en mindre hit med Put The Message In A Box och låten When You Come Back To Me var med på soundtracket till filmen Reality Bites. Gruppens följande skivor fick fina recensioner, men sålde inte så väl. I efterhand ökade dock intresset för skivan Egyptology, då Robbie Williams gjorde en cover av låten She's The One.
År 2000 återkom World Party oväntat med skivan Dumbing Up som fick goda recensioner, men inte sålde så väl och inte ens släpptes i Sverige. Strax efter skivan släppts drabbades Wallinger av en allvarlig stroke vilket bland annat gjorde att han under en period förlorade talförmågan. Efterhand återhämtade Wallinger sig, men World Party har sedan dess inte släppt något nytt material.

## Diskografi
- Private Revolution (1986)
- Goodbye Jumbo (1990)
- Bang! (1993)
- Egyptology (1997)
- Dumbing Up (2000)